# Света Богородица (Скопие)
„Рождество на Пресвета Богородица“ или „Света Богородица“ (на македонска литературна норма: „Света Богородица“) е православен храм в столицата на Северна Македония Скопие, бивша катедрална църква на Скопската епархия.
Църквата е разположена в скопската Пайко махала, на левия бряг на Вардар, близо до старото устие на Серава. Според преданията на мястото ѝ имало следи от средновековна църква. Работата по църквата започва още в 1809 година от строителя зографа Дамян Янкулов Рензовски (1770 – 1834), който умира по време на строежа и храмът е довършен от синовете му. Църквата е построена на място, подарено от хаджи Трайко Дойчинович, а издигането на църквата е подпомогнато и от скопския митрополит Гавриил, който е погребан по-късно в двора на църквата. На 1 май 1835 година храмът е тържествено осветен и наречен „Рождество Богородично“. Като архитектура църквата наподобява известни църкви в Цариград и Солун – трикорабна базилика от дялан камък, като западният дял е разширен с трем. Църквата е имала красив иконостас, наполовина от мрамор, наполовина от резбовано орехово дърво. Васил Кънчов пише за нея:
| „ | "Тя е голяма черква, градена от дялани камъни, постлана с мраморни плочи, има красив иконостас, направен до половината от хубави мраморни камъни, а от половината нагоре от орехово дълбано дърво... църквата била почната през 1834 г. и свършена през 1835 г. Тази църква широка, висока, зидана от дялан камък, постлана с мрамор, с мраморен иконостас, със скъпи икони, била едничката не само в цяла Македония, но нямала равна на себе си далеч зад пределите ѝ. Затова тя се прочула много и била слава на Скопие и гордост на хаджи Трайко, главния виновник за нейното съграждане. Резбата на горната половина от иконостаса била направена от прочутия по онова време дебърски майстор Станишев, същия, що е направил по-после крушовския иконостас, който и до днес се брои за най-красива работа от тоя род. На 1 май 1835 г. новата църква била тържествено осветена и наречена „Св. Богородица“". | “ |

Освен Димитър Станишев върху иконостаса работи и Петър Гарката. Мраморната част на иконостаса е била до лозницата, откъдето е започвала дървена резба.
Ктитори на църквата са известните скопски търговци хаджи Трайко Дойчинович, Йован Шишко, Петре Зелениковски, Търпе Патишкалия. В 1857 година видният дебърски майстор Дичо Зограф изписва и подписва осем икони за църквата, между които Свети Иван Рилски и Свети Прохор Пчински. За този храм Дичо Зограф работи и в 1860 година, като от тези му дела се отличават царските двери с композицията „Благовещение“, дарена от Йован Манойлович. При пожара в църквата от 1944 година следите на повечето от тези икони са изгубени.
Голямата иконостасна икона на Св. св. Петър и Павел е дело на Димитър Папрадишки (изгоряла в 1944 г.). Негови са и целувателните икони.
В църквата първоначално има килийно училище. В средата на XIX век в двора на църквата е построено ново 4-класно българско училище, което после става известно като Педагогическото българско училище.
Църквата е засегната от пожар на 5 срещу 6 април 1944 година. Според други сведения пожарът узбухва на 6 срещу 7 април. Управителят на Скопско-Велешката епархия митрополит Софроний Търновски провежда вътрешно разследване и установява причината. Инцидентът е предизвикан поради невнимание на готвача на германска военна част настанена в обслужващите помещения на храма. Част от църковната утвар е изнесена от горящата сграда и впоследствие е прибрана от църковните власти. При пожарът редица имоти на Скопския диоцез на БПЦ са засегнати сериозно, като освен църквата, са пострадали и жилищните постройки обитавани от духовниците. През същия месец в града започва кампания по набиране на средства за възстановяване на храма. Според македонистката историография църквата всъщност умишлено е запалена от българските фашистки окупатори, при което в нея изгаря част от църковния инвентар – иконостасът, олтарът и др. Силно повредената църква е доразрушена от Скопското земетресение в 1963 година.
През 2005 г. започва реконструкция на храма, която завършва в 2008 година.
През 2018 г. в македонски медии се появява съобщение и снимка на съхранена плоча с надпис „Главната врата на Българската Народна Църква Рождество Пресвятия Богородици 20 юли 1879 г.“ В съобщението се твърди, че плочата е била монтирана на самата църква, но впоследствие е премахната и е съхранявана през годините на тайно място, за да не бъде унищожена от властите.